# آيت امحمد أوحدو (آيت علا)
آيت امحمد أوحدو هو دُوَّار يقع بجماعة تيداس، إقليم الخميسات، جهة الرباط سلا القنيطرة في المملكة المغربية. ينتمي الدوّار لمشيخة آيت علا التي تضم 3 دواوير. يقدر عدد سكانه بـ 460 نسمة حسب الإحصاء الرسمي للسكان والسكنى لسنة 2004.

## وصلات خارجية
- البوابة الوطنية للجماعات الترابية
- المندوبية السامية للتخطيط